# Фогельштейн, Берт
 Берт Фогельштейн (англ. Bert Vogelstein; род. 2 июня 1949, Балтимор, Мэриленд) — американский учёный-онколог, пионер в области геномики рака. С 1974 года, когда получил там докторскую степень, связан с университетом Джонса Хопкинса; исследователь Медицинского института Говарда Хьюза. Член Национальной академии наук США (1992) и Американского философского общества (1995).
Является одним из самых цитируемых учёных в мире, в 2003 году, согласно ISI, самый цитируемый учёный последних двух десятилетий. Его работы цитировались более 374 тысяч раз. Лауреат престижных премий.

## Биография
Родился в Балтиморе, в больнице Джонса Хопкинса (Johns Hopkins Hospital).
В 1970 году получил степень бакалавра в Пенсильванском университете, в 1974 году получил степень доктора медицины в университете Джонса Хопкинса. Затем занялся педиатрией в Johns Hopkins Hospital. Два года провёл в Национальном институте рака. С 1978 года работает в Университете Джонса Хопкинса, ныне именной профессор (Clayton Professor) онкологии Sidney Kimmel Comprehensive Cancer Center.
Занимается изучением колоректального рака. В 1988 году высказал гипотезу о причине возникновения рака, которая была подтверждена в 1989 году при изучении гена-супрессор опухолей p53.
Сотрудничает с Kenneth W. Kinzler. Член Национального института рака и Американской академии искусств и наук.

## Награды и отличия
- Alison Eberlein Award for Outstanding Contributions to Leukemia Research (1968)
- Международная премия Гайрднера (1992)
- American Cancer Society's Medal of Honor (1992)
- Richard Lounsbery Award[англ.] (1993)
- 1994 — Премия Диксона
- 1998 — Премия Луизы Гросс Хорвиц
- 1998 — Премия Уильяма Аллана[англ.]
- 1998 — Премия Пауля Эрлиха и Людвига Дармштедтера[нем.]
- 2001 — Премия Харви
- 2003 — Медаль Джона Скотта
- 2004 — Премия принца Астурийского
- 2011 — Charles Rodolphe Brupbacher Preis[нем.] одноимённого фонда
- 2013 — Премия за прорыв в области медицины[4]
- 2014 — Warren Triennial Prize, Massachusetts General Hospital
- 2015 — Премия Пола Янссена за биомедицинское исследование[англ.]
- 2018 — Премия Дэна Дэвида
- 2019 — Премия Грубера по генетике
- 2019 — Премия медицинского центра Олбани
- Медаль Джесси Стивенсон-Коваленко НАН США (2020)
- Премия Японии (2021)